# Louis Van Waefelghem

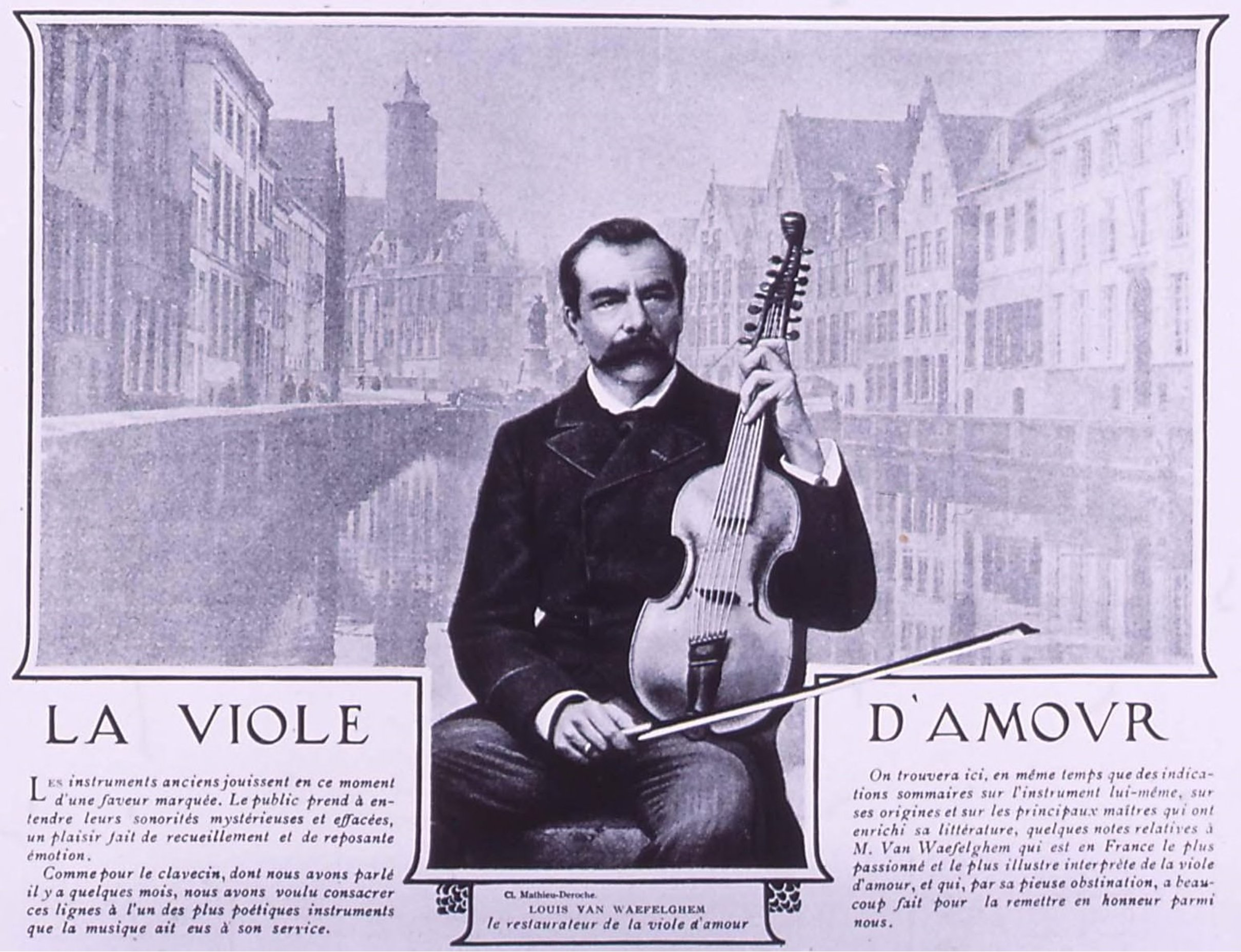
Louis Van Waefelghem

Louis Jean Van Waefelghem (Brugge, 23 januari 1840 - Parijs, 19 juni 1908) was een Belgisch violist en componist.

## Levensloop
Louis Van Waefelghem was een kleinzoon van de meubelmaker Pierre Van Waefelghem (Eernegem, 1780 - Brugge, 1839) en de oudste van de negen kinderen van de meubelmaker Louis Van Waefelghem (1815-1863) en van Maria Melis. Hij toonde vroeg muzikale aanleg en studeerde viool aan het Brugse muziekconservatorium. In 1858 ging hij verder studeren aan het Koninklijk Conservatorium in Brussel bij François-Joseph Fétis en Lambert Joseph Meerts. In 1860 behaalde hij een eerste prijs viool. Hij ging zich vervolmaken bij de Poolse violist Karol Lipinski (1790-1861).
Hij werd concertmeester in Dresden en Weimar en solist aan de opera van Boedapest. In 1863 verhuisde hij naar Parijs, waar hij zich eerst bekwaamde in het bespelen van de altviool en vervolgens speelde met het orkest van de Opera van Parijs, in de Concerts Pasdeloup en in het Sarasate-strijkkwartet.
Vanaf 1871 verhuisde hij naar Londen en speelde er in Her Majesty's Theatre. Hij had zich ondertussen ook toegelegd op de viola d'amore en door zijn concerten stimuleerde hij een vernieuwde belangstelling voor de viola da gamba. Vanaf 1875 was hij weer in Parijs, waar hij een strijkkwartet stichtte, terwijl hij ook als solist optrad met de Concerts Lamoureux en de Concerts Populaires. 
In 1889 had Louis Diémer de Société des Instruments Anciens opgericht, en Van Waefelghem werd er onmiddellijk lid van. Samen met Diémer promoveerde hij het uitvoeren van oude muziek op authentieke instrumenten en publiceerde hierover artikels. Wanneer ze samen optraden, bespeelde Diémer een tweemanualig klavecimbel van Pleyel, L. Griller speelde op de draailier, J. Delsart op de viola da gamba en Van Waefelghem op de viola d'amore.
Hij heeft ook enkele composities gepubliceerd, zoals:
- Romance voor viola d'amore en harp,
- Soirée d'automne voor viola d'amore.